# Ед О'Брайън
Едуард (Ед) Джон О'Брайън (на английски: Edward John O'Brien) е британски китарист и текстописец, един от членовете на групата „Рейдиохед“.

## Биография
Роден е на 15 април 1968 година в Оксфорд, Англия.
Свири на китара, перкусии и често пее беквокали. О'Брайън има огромна колекция от така наречените ефект педали, които са важна част от особеното звучение в музиката на Radiohead. В първите албуми свири втора или трета китара, но с преминаването на групата отвъд алтернативния рок водещият китарист Джони Грийнуд се съсредоточава повече в свиренето на клавирни инструменти (модулиращ синтезатор, Ondes Martenot), което повежда О'Брайън на челна позиция – като главен китарист. Като такъв той е самоук, но получава още в самото начало покана в групата от Том Йорк поради приликата му със Стивън Патрик Морисей.
Въпреки политиката на групата „без наркотични вещества по време на записи“, О'Брайън казва, че докато записва песните от албумите Pablo Honey и The Bends е бил под влиянието на наркотици. В документалния филм на турнето Meeting people is easy се вижда как завива цигара. На Британските награди през 2001 година О'Брайън говори открито за употребата на така наречените халюциногенни гъби.
О'Брайън взима участия в саундтрак проектите към сериала Eureka Street, излъчван по BBC преди записите над албума Kid A. По време на работата върху албумите Kid A и Amnesiac О'Брайън подготвя феновете, като публикува най-новите дати в официалния сайт на Radiohead. Неговото най-ново участие извън групата е в албум на Asian Dub Foundation. Свири в песните „1000 Mirrors“ (с Шинейд О'Конър), „Blowback“ и „Enemy of the Enemy“.

## Личен живот
Има жена на име Сюзън, син – Салвадор, роден през 2004 г., и дъщеря – Она, родена през 2006 г.